# سینائیه

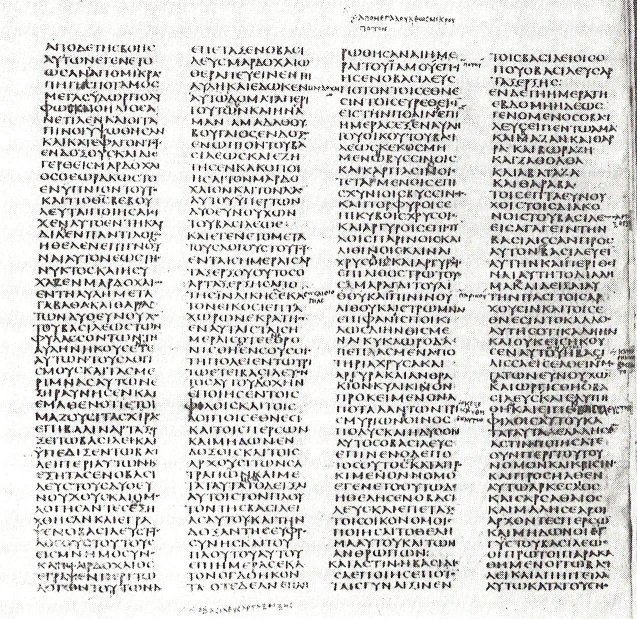
متن سینائیه.

سینائیه یا متن سینایی یکی از مهم‌ترین نسخه‌های دست‌نویس انجیل یونانی است. این نسخه در سدهٔ چهارم پس از زادروز مسیح و به حروف اونسیال نگاشته شده‌است. نخستین بار در سدهٔ نوزدهم بود که توجه پژوهشگران در دیر یونانی کوه طور (سینا) به این نوشته جلب شد، و بخش‌های دیگری از آن نیز کمی پس از آن در سدهٔ بیستم پیدا شد. بیشتر بخش‌های این متن در کتابخانهٔ بریتانیا نگهداری می‌شود. متن سینایی، در اصل، دربرگیرندهٔ همهٔ بخش‌های کتب عهد عتیق و عهد جدید بوده‌است. می‌توان گفت که تقریباً همهٔ بخش‌های عهد عتیق نسخهٔ یونانی، به همراه همگی بخش‌های عهد جدید، رسالهٔ بَرنابا، و پاره‌هایی از "هِرماسِ شبان" از آن بر جای مانده‌است.
این اثر به صورت پیوسته‌نگاشت و بی هیچ مرز واژگانی یا تکیه‌نما نوشته شده؛ در جاهایی از آن، نقطه و پیونده‌های ویژه‌ای به کار رفته، ولی در بالای همهٔ نام‌های اقدس در سراسر متن خط کشیده شده‌است. برخی از واژه‌ها که معمولاً در متن‌های دیگر به صورت کوته‌نوشت به کار رفته‌اند (برای نمونه، πατηρ و δαυειδ)، در این نسک به هر دو صورت کوته نوشت و کامل دیده می‌شوند.
در هر سطر، نزدیک به ۱۲ تا ۱۴ حرف یونانیِ اونسیال وجود دارد که در چهار ستون ۴۸ سطری چیده شده‌اند. جای شکستن سطرها به دقت انتخاب شده و لبه‌های سمت راست اندکی نامنظمی دارد. در نتیجه، هشت ستونی که در کل و به این ترتیب، با بازکردن متن، فراروی خواننده قرار می‌گیرد بیشتر به توالی ستون‌های روی طومارهای پاپیروسی شباهت دارد. سِفرهای شاعرانهٔ عهد عتیق در سطرهای هم درازا و تنها در صفحه‌های دوستونی نوشته شده، و هیچ مرز واژگانی یا تکیه نمایی در آن‌ها دیده نمی‌شود.
متن سینایی حدود ۴ میلیون حرف اونسیال دارد. نسبت ابعاد هر صفحهٔ چهارگوش آن ۱/۱ به ۱ است؛ در حالی که بلوک‌های متن دارای ابعاد برابر (۰٫۹۱) است (به گونه‌ای که نسبت ابعاد با چرخاندن ۹۰ درجه ایِ متن، تغییر نمی‌کند). اگر فاصلهٔ میان ستون‌ها را برداریم، ابعاد بلوک متنی متناسب با ابعاد صفحه می‌شود.